# Eucyclotoma cingulata
Eucyclotoma cingulata é uma espécie de gastrópode do gênero Eucyclotoma, pertencente a família Raphitomidae.